# Giambattista Bodoni
Pour les articles homonymes, voir Bodoni (homonymie).

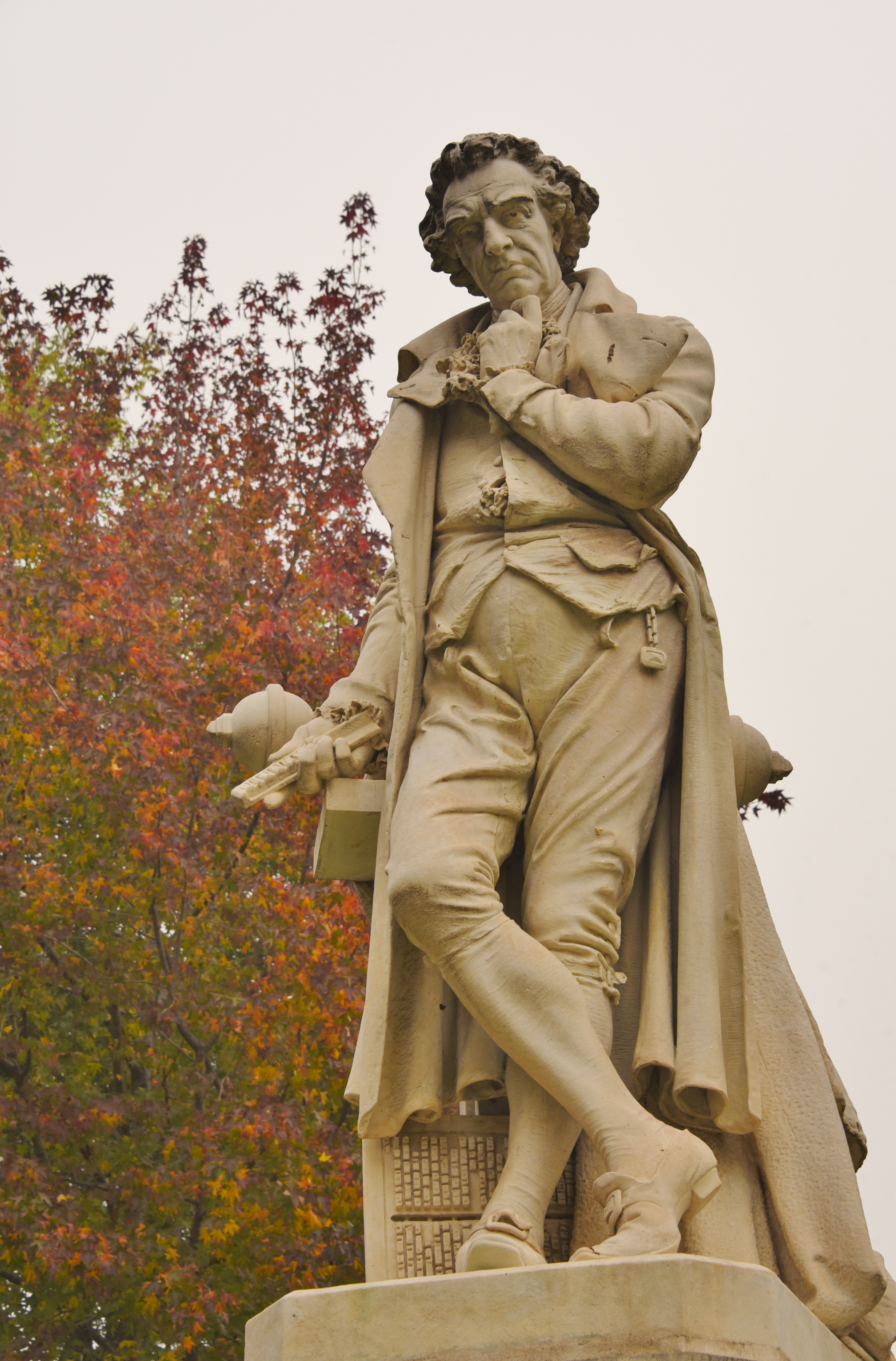
Statue à Saluces.

Giambattista Bodoni, né le 16 février 1740 à Saluces et mort le 29 novembre 1813  à Parme, est un graveur, imprimeur et typographe  sarde, actif à Parme.

## Biographie

### Jeunesse
Giambattista Bodoni naît en 1740, à Saluces, dans la province de Coni dans le Piémont, d'un père imprimeur, Francesco Agostino, qui lui apprend le métier dès son plus jeune âge. À peine âgé de 18 ans, Bodoni se rend à Rome le 15 février 1758, marchant sur les traces de son grand-père qui avait été compositeur dans l'imprimerie de la Chambre. Il est chargé par le préfet de la Propagande auprès du Saint-Siège de mettre de l'ordre dans les caractères de type Garamond, acquis par le pontife Sixte Quint au XVe siècle, puis de travailler dans l'imprimerie de la Congrégation pour la propagation de la foi (créée en 1622 par le pape Grégoire XV pour diffuser la doctrine de l'Église catholique dans le monde), typographie qu'il abandonne quand le directeur, qui est aussi son maître, se suicide.
Il avait mis à profit sa présence à Rome pour apprendre à « La Sapienza » les rudiments de plusieurs langues orientales. En 1766, il décide de se rendre à Londres, où l'art de la typographie est florissant grâce à John Baskerville et William Caslon, mais il tombe malade.
Une fois rétabli, sur proposition de Guillaume Du Tillot, premier ministre de Ferdinand Ier, duc de Parme, qui souhaite donner à Parme une imprimerie aussi importante que celles de Paris, Madrid ou Vienne, il est nommé directeur de l'imprimerie ducale de Parme, en collaboration avec Clemente Bondi, poste qu'il accepte le 24 mars 1768.
Il obtient, en même temps, l'autorisation de former pour son compte un établissement particulier, dans lequel les frères Amoretti ont travaillé de 1773 à 1791, ce qui affecte la plupart des caractères typographiques de Bodoni.

### Imprimerie ducale de Parme
L'imprimerie est située à l'intérieur du vieux palais ducal de la Pilotta, où se trouve actuellement le musée Bodoni, et elle emploie 20 personnes.
Dès octobre 1768, il imprime des livres avec du matériel typographique commandé à Saluces, à Turin et auprès du célèbre graveur Pierre-Simon Fournier. En 1770, son frère Giuseppe le rejoint et prend en charge la fonderie. En 1771, il publie sa première collection de vignettes et de majuscules, inspirée de Fournier ; cette collection et celles qui suivirent rendirent Bodoni célèbre en Italie et à l'étranger.
En 1775, il publie Epithalamia exoticis linguis reddita, en l'honneur du mariage de Charles-Emmanuel IV de Sardaigne, prince du Piémont et de Clotilde de France, sœur du roi de France. Le remarquable ouvrage, orné par les meilleurs graveurs de l'époque, est réalisé en collaboration avec Paolo Maria Paciaudi et Gian Bernardo de Rossi, professeur de langues orientales auprès de l'université de Parme.
En 1788, il réalise et publie le premier Manuel typographique qui comprend l'alphabet de son invention. Des rumeurs circulent en France et en Italie selon lesquelles les caractères de cet alphabet auraient en fait été réalisés par les frères Amoretti, ce que Bodoni dément.
Pour le compte de José Nicolás de Azara, ambassadeur du roi d'Espagne à Rome, il publie les travaux d'Horace, en 1791, Virgile, en 1793 et Tibulle et Properce, en 1794.
Le 18 mars 1791, Bodoni épouse Margherita dell'Aglio, qui l'aide dans son abondante correspondance et continuera son œuvre après sa mort. Il crée la même année son imprimerie avec l'autorisation du duc de Parme.

### Occupation française
Bodoni poursuit son activité après l'occupation des troupes napoléoniennes (1796-1797) et l'annexion en 1802.
Vers 1798, Bodoni dessine un caractère dont les lignes sont d'un grand contraste et d'une extrémité finie, ce qui provoqua une grande innovation dans la communauté typographique et qui constitua le point de départ des caractères modernes.
Bodoni supervise l'édition de la célèbre édition de l’Oratio Dominica, publiée en 1806. Il réalise un prologue en français, en italien et en latin avec les caractères Bodoni et une dédicace au prince Eugène de Beauharnais qui finance la publication. L'œuvre contient la traduction en 155 langues du Notre Père. Il s'agit du plus vaste catalogue alphabétique et de caractères typographiques jamais publié. Bodoni grave et prépare les matrices lui-même et chaque page est une œuvre élégante contenant les caractères les plus étranges des langues presque inconnues en Europe au début du XIXe siècle, ce qui augmente l'enchantement de ce livre unique au monde.

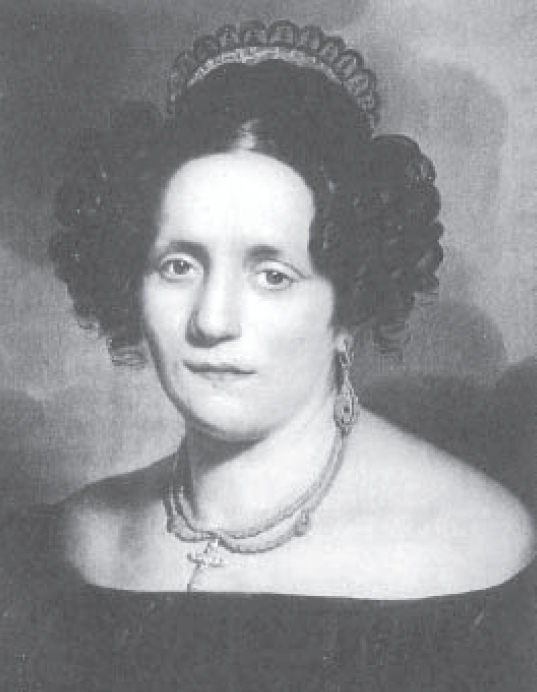
Magherita dall'Aglio, portrait réalisé par Benigno Bossi, Musée Glauco Lombardi.

Les éditions de Bodoni eurent un énorme succès, dû surtout à la qualité de celles-ci pour lesquelles il utilisait de riches illustrations et d'élégantes typographies. Les membres de l'aristocratie européenne utilisaient du papier de la meilleure qualité, dessinaient d'élégantes pages, les imprimaient et les reliaient avec soin.
Bodoni reçut des récompenses du pape, de différents rois d'Europe et de la ville de Parme, qui créa une médaille en son honneur. Un fait curieux évoque une correspondance avec Benjamin Franklin sur le thème de la typographie.
En 1808, il publie l’Iliade, composée de 800 pages, résultat d'un travail de cinq années, dédiée à Napoléon et éditée en 122 exemplaires, dont deux en parchemin destinés à Napoléon et au vice-roi Eugène ; ce dernier se trouve à la bibliothèque Palatina de Parme.
À la demande de Joachim Murat, Bodoni publie en 1812 Fénelon et, en 1813, Racine, avant de décéder le 30 novembre 1813. Privilège réservé aux princes et aux personnages les plus illustres, c'est le sonneur de cloches de la plus grosse cloche de la cathédrale, le bajòn, qui recueille son dernier souffle.
Au cours des vingt ans qui suivent son décès, l'imprimerie privée dirigée par Giuseppe Paganino publie deux cents ouvrages dont, en 1814, La Fontaine et Boileau.
Sa femme Margherita dall'Aglio, restée veuve, publie en 1818, la dernière version de l'œuvre majeure de Bodoni, Il  Manuale tipografico, composée en deux volumes et dédiée à la nouvelle souveraine de Parme, la duchesse Marie-Louise. Avant de décéder en 1841, Margherita essaie de vendre la typographie sans succès, elle est acquise en 1843 par Marie-Louise.

## Manuel typographique

Les caractères de la police Bodoni.

Le Manuale tipografico contient plus de 600 incisions, caractères latins et exotiques, mille ornements et gravures dessinés par le grand typographe. Mais sa vraie valeur ne réside pas dans le fait d'être un livre merveilleusement imprimé et d'une grande rareté ni dans le fait d'être le testament du typographe le plus important de son époque, mais c'est d'avoir en son sein les premiers caractères modernes, évolués, raffinés et rigoureux, comme ceux créés  par John Baskerville, et pourtant pas aussi rigides et formels que ceux dessinés par son grand rival français, Firmin Didot. Un autre aspect important de cette œuvre monumentale est son intégrité de style qui constitue un modèle de cohérence artistique en vigueur encore à notre époque.
Dans la préface du manuel, Bodoni expose les quatre principes ou qualités qui constituent la beauté d'une famille de caractères d'imprimerie : 
- Le premier est l'uniformité et la régularité du dessin qui consiste dans la compréhension que nombre des caractères d'un alphabet ont des éléments en commun qui doivent se retrouver dans chacun d'eux.
- Le deuxième est l'élégance unie à la pureté par la juste taille et le finissage méticuleux des poinçons, qui produisent une matrice parfaite d'où on obtient des caractères purs et délicats.
- Le troisième principe est le bon goût : le typographe doit rester fidèle à une pure simplicité et ne jamais oublier sa « dette » envers les meilleures lettres écrites dans le passé.
- La quatrième qualité, affirme Bodoni, c'est le charme, une qualité difficile à définir, mais qui est présente dans ces lettres qui donnent l'impression d'avoir été écrites ni avec nonchalance ni avec rapidité, mais avec beaucoup de calme, comme un acte d'amour.

Bodoni fut un grand admirateur de John Baskerville et il étudia dans le détail les dessins de Pierre-Simon Fournier et Firmin Didot, si bien qu'il s'inspira de ces travaux, surtout de Didot, il n'y a aucun doute que Bodoni trouva son style personnel et particulier aussi en raison de la manière d'imprimer.
Actuellement, le musée Bodoni de Parme, dans le palais de la Pilotta, conserve plus de 22 618 poinçons originaux et 42 148 matrices en bois.
Dessins modernes de caractères Bodoni :
- ATF Bodoni de M.F. Benton (1907-1915)
- Mergenthales Linotype Bodoni (1914-1916)
- Haas Bodoni (1924-1939)
- Bauer Bodoni de Louis Hoell (1924)
- Berthold Bodoni (1930)

La fondation Stempel produit des adaptations de la Bodoni de Haas.

## Récompenses
- En 1782, typographe de la chambre du roi Charles III d'Espagne avec pension sur proposition.
- En 1803, citoyen de Parme ; une médaille est réalisée en son honneur.
- En 1806, médaille d'or de la première exposition de Paris.
- En 1808, attribution d'une pension à vie de Murat.
- En 1810, pension de Napoléon.
- En 1812, décoré de l'ordre impérial de la Réunion.

## Éditions
- Description des fêtes pour les noces du duc Ferdinand avec Marie-Amélie d’Autriche (Descrizione delle feste… per le nozze del Duca Ferdinando con Maria Amalia d’Austria) (1769)
- Epithalamia exoticis linguis reddita (1775)
- Essai de caractères russes (1782)
- Anacréon (1784)
- Les travaux d'Horace (1791)
- Virgile (1793)
- Tibulle et Properce (1794)
- Ange Politien (1795)
- La Jérusalem délivrée
- Homère (1805)
- Il Bardo della Selva Nera del Monti (1806)
- Descrizione del Foro Bonaparte (1806)
- L’Oratio Dominica (1806)
- L’Iliade (1808)
- Aminta
- Cimelio tipografico Pittorico offerto agli Augustissimi genitori del Re di Roma (1811)
- Télémaque, de Fénelon (1812)

## Publications
- Manuel typographique, 1788, réimprimé en 1818 avec améliorations.